# Stopplaats Volenbeek
Volenbeek (geografische afkorting Vbk) is een voormalige stopplaats aan de Centraalspoorweg tussen Utrecht en Zwolle. De stopplaats bij het landgoed Volenbeek op de gemeentegrens van Ermelo en Putten was geopend van 20 augustus 1902 tot 3 oktober 1926 en lag tussen de huidige stations Ermelo en Putten.